# Arnaldo Saccomani
Arnaldo Saccomani (São Paulo, 24 de agosto de 1949 — Indaiatuba, 27 de agosto de 2020) foi um produtor musical, multi-instrumentista e compositor brasileiro.
Ele e sua filha Thaís Nascimento estão entre os vinte maiores arrecadadores de direitos autorais no Brasil. Desde o início de sua carreira, na década de 1960, produziu discos de Tim Maia, Rita Lee, Ronnie Von, Fábio Júnior, Mara Maravilha e das Chiquititas Brasil. Também produziu na Espanha um disco do cantor mexicano Luis Miguel.
Também atuou em rádios, tendo dirigido a Antena 1 FM de São Paulo e a Jovem Pan II, lançando muitos radialistas de sucesso, como Antonio Viviani e Eduardo Thadeu. 
Na década de 1990, foi um dos produtores responsáveis por lançar os grupos de pagode romântico que dominaram a cena musical. Em 1992, ele produziu o álbum auto-intitulado de Dominó e coescreveu duas canções, "Me Liga" e o single "Sem Compromisso". Em 1995, estabeleceu o contrato do grupo Mamonas Assassinas com a gravadora que os lançou. Alguns anos depois, lançou o Grupo Carrapicho e foi o responsável por trazer Tiririca para assinar seu primeiro contrato com uma gravadora em São Paulo.
Arnaldo foi nacionalmente conhecido pelo seu papel de jurado em programas de calouros do SBT, sendo os principais Astros, Ídolos e Qual é o Seu Talento?, tendo como sua última participação no Programa do Ratinho no quadro "Dez ou Mil", onde ele sempre desempenhou um característico estilo sério, imprevisível e ríspido, muitas vezes mal-humorado.

## Morte
Saccomani morreu em 27 de agosto de 2020, aos 71 anos, no município de Indaiatuba, no interior de São Paulo. Segundo a família, ele sofria de insuficiência renal e diabetes, e tinha começado a fazer hemodiálise em julho de 2019.

## Discografia

### Créditos de produção
| Artista                     | Ano  | Álbum                                   | Detalhes                                             |
| --------------------------- | ---- | --------------------------------------- | ---------------------------------------------------- |
| Ronnie Von                  | 1967 | Ronnie Von 3                            | Compositor ("Escuta, Meu Amor")                      |
| Os Mutantes                 | 1970 | A Divina Comédia ou Ando Meio Desligado | Produtor                                             |
| Xicotinho e Salto Alto      | 1992 | Xicotinho e Salto Alto                  | Produtor                                             |
| Dominó                      | 1992 | Dominó                                  | Produtor e compositor ("Me Liga", "Sem Compromisso") |
| Placa Luminosa              | 1988 | Placa Luminosa                          | Produtor                                             |
| Placa Luminosa              | 1989 | Parece Real                             | Compositor ("Ego")                                   |
| Kátia Lee                   | 1991 | KÁTIA LEE                               | Produtor e compositor                                |
| Os Travessos                | 2003 | Dito e Feito                            | Compositor ("Bye Bye")                               |
| Grupo Vem K                 | 2004 | CD vol.2                                | Produtor e Compositor                                |
| Carrossel                   | 2012 | Vol.1                                   | Produtor e Compositor                                |
| Carrossel                   | 2012 | Vol.2                                   | Produtor e Compositor                                |
| Carrossel                   | 2013 | Vol.3 - Remixes                         | Produtor e Compositor                                |
| Músicas de Chiquititas 2013 | 2013 | Vol.1                                   | Produtor e Compositor                                |
| Músicas de Chiquititas 2013 | 2013 | Vol.2                                   | Produtor e Compositor                                |
| Músicas de Chiquititas 2013 | 2014 | Remixes                                 | Produtor e Compositor                                |
| Larissa Manoela             | 2014 | Com Você                                | Produtor                                             |
| Músicas de Chiquititas 2013 | 2015 | Vol.3                                   | Produtor e Compositor                                |
| Grupo Ansiedade             | 2016 | Libera                                  | Produtor                                             |
| Carinha de Anjo             | 2016 | trilha sonora                           | Produtor                                             |
| Larissa Manoela             | 2019 | Além do Tempo                           | Produtor                                             |